# Liste der Inseln in England
Dies ist eine Liste der Inseln Englands sowie eine Aufstellung über die flächenmäßig größten Inseln und die Bevölkerungszahl der Inseln. Das englische Festland, zu dem diese Inseln gehören, ist Teil der Britischen Inseln.

## Insellisten

### Meeresinseln

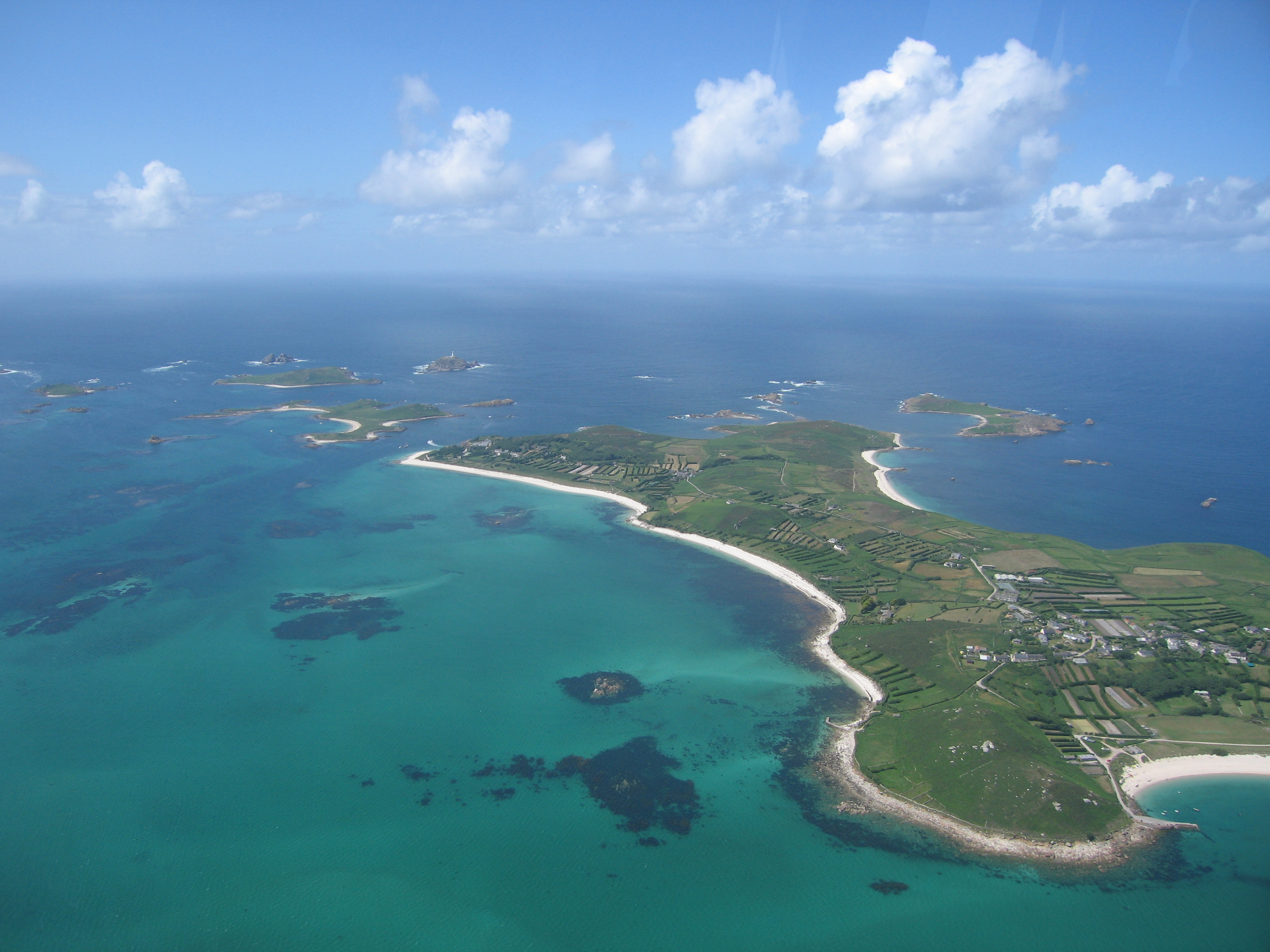
St. Martin’s, Isles of Scilly

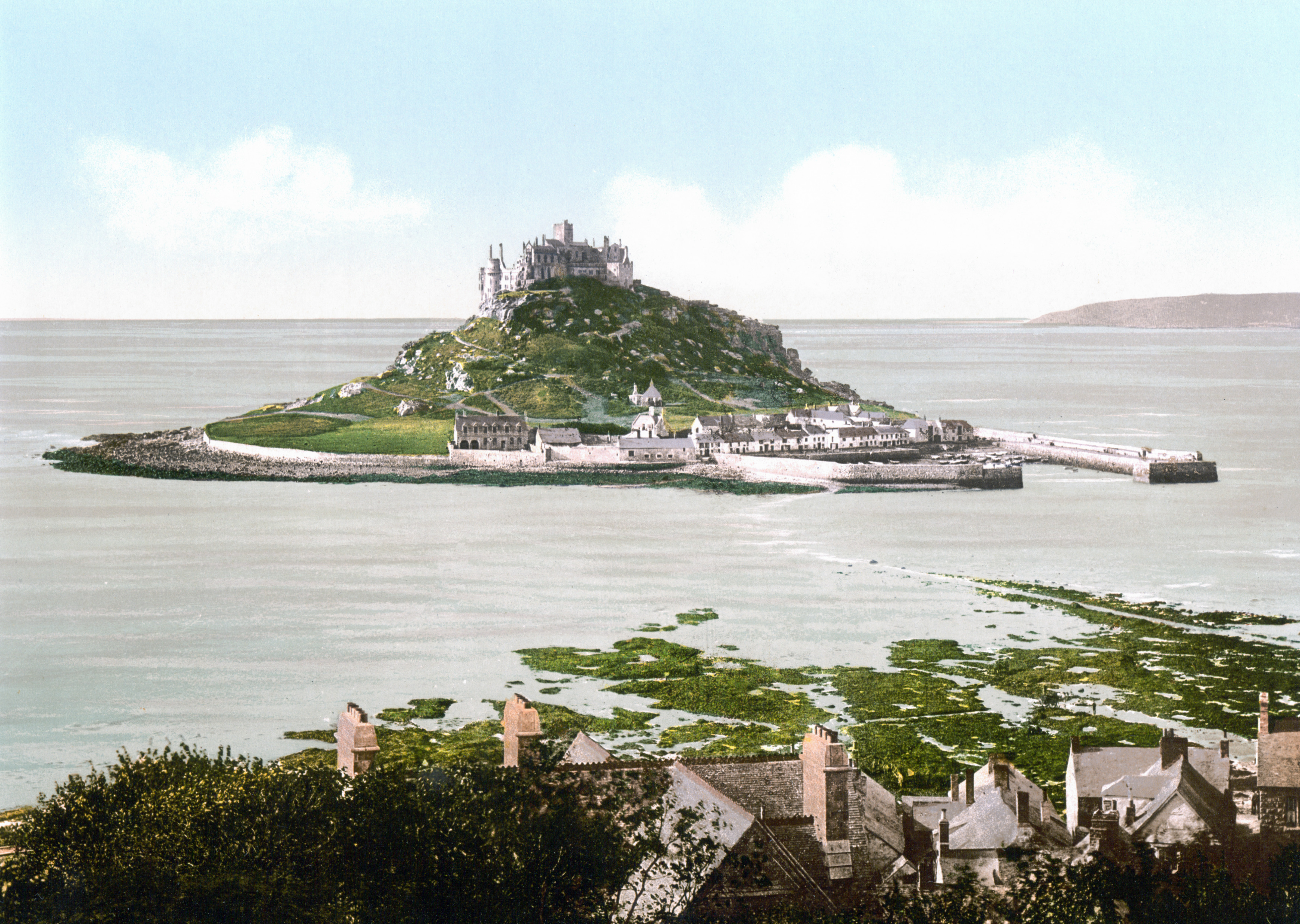
St Michael’s Mount in Cornwall

(Die Tabelle ist nach Namen der Insel alphabetisch oder nach Lage zu sortieren. Dazu das Symbol in der Tabelle anklicken)
| Name                 | Insel Gruppe/Lage    |
| -------------------- | -------------------- |
| Annet                | Isles of Scilly      |
| Asparagus Island     | Cornwall             |
| Baker’s Island       | Langstone Harbour    |
| Barrow Island        | Furness-Inseln       |
| Birnbeck Island      | Severn Ästuar        |
| Black Nab            | Saltwick Bay, Whitby |
| Brownsea Island      | Poole Harbour        |
| Bryher               | Isles of Scilly      |
| Burgh Island         | Devon                |
| Burnt Island         | Isles of Scilly      |
| Burntwick Island     | Medway Estuary       |
| Burrow Island        | Portsmouth Harbour   |
| Canvey Island        | Themse Ästuar        |
| Chapel Island        | Furness-Inseln       |
| Cindery Island       | Essex                |
| Cobmarsh Island      | Essex                |
| Coquet Island        | Northumberland       |
| Crow Island          | Isles of Scilly      |
| Deadmans Island      | River Medway         |
| Denny Island         | Bristol Channel      |
| Drake’s Island       | Devon                |
| Dova Haw             | Furness-Inseln       |
| English Island       | Isles of Scilly      |
| Foulness Island      | Essex                |
| Foulney Island       | Furness-Inseln       |
| Fowley Island        | Chichester Harbour   |
| Furzey Island        | Poole Harbour        |
| Gigger’s Island      | Poole Harbour        |
| Godrevy Island       | Cornwall             |
| Gorregan             | Isles of Scilly      |
| Great Arthur         | Isles of Scilly      |
| Great Cob Island     | Essex                |
| Great Ganinick       | Isles of Scilly      |
| Great Gannilly       | Isles of Scilly      |
| Great Innisvouls     | Isles of Scilly      |
| Great Mew Stone      | Devon                |
| Green Island         | Isles of Scilly      |
| Green Island         | Poole Harbour        |
| Gugh                 | Isles of Scilly      |
| Gull Island          | Hampshire            |
| Guther’s Island      | Isles of Scilly      |
| Gweal                | Isles of Scilly      |
| Hanjague             | Isles of Scilly      |
| Havengore Island     | Essex                |
| Havergate Island     | Suffolk              |
| Hayling Island       | Chichester Harbour   |
| Headin Haw           | Furness-Inseln       |
| Hedge-end Island     | Essex                |
| Hilbre Island        | Wirral               |
| Horsea Island        | Portsmouth Harbour   |
| Horsey Island        | Essex                |
| Inner Farne          | Farne Islands        |
| Lindisfarne          | Northumberland       |
| Little Arthur        | Isles of Scilly      |
| Little Eye           | Wirral               |
| Little Ganinick      | Isles of Scilly      |
| Little Gannilly      | Isles of Scilly      |
| Little Innisvouls    | Isles of Scilly      |
| Longships            | Land’s End           |
| Long Island          | Poole Harbour        |
| Long Island          | Langstone Harbour    |
| Looe Island          | Cornwall             |
| Lower Horse          | Essex                |
| Lundy                | Bristol Channel      |
| Menawethan           | Isles of Scilly      |
| Merrick Island       | Isles of Scilly      |
| Mersea Island        | Essex                |
| Middle Eye           | Wirral               |
| Mullion Island       | Cornwall             |
| New England Island   | Essex                |
| Nornour              | Isles of Scilly      |
| North Binness Island | Langstone Harbour    |
| Northey Island       | Essex                |
| Old Harry Rocks      | Dorset               |
| Osea Island          | Essex                |
| Outer Trial Bank     | Lincolnshire         |
| Pewit Island         | Essex                |
| Pewit Island         | Portsmouth Harbour   |
| Piel Island          | Furness-Inseln       |
| Pilsey Island        | Chichester Harbour   |
| Plumb Island         | Isles of Scilly      |
| Portsea Island       | Hampshire            |
| Potton Island        | Essex                |
| Puffin Island        | Isles of Scilly      |
| Ragged Island        | Isles of Scilly      |
| Ramsey Island        | Furness-Inseln       |
| Read’s Island        | River Humber         |
| Roa Island           | Furness-Inseln       |
| Rosevear             | Isles of Scilly      |
| Round Island         | Isles of Scilly      |
| Round Island         | Poole Harbour        |
| Rushley Island       | Essex                |
| Scolt Head Island    | Norfolk              |
| St. Agnes            | Isles of Scilly      |
| St. Clement’s Isle   | Cornwall             |
| St. Helen’s          | Isles of Scilly      |
| St. Martin’s         | Isles of Scilly      |
| St Mary’s            | Isles of Scilly      |
| St Michael’s Mount   | Cornwall             |
| St Mary’s Island     | Tyne & Wear          |
| Samson               | Isles of Scilly      |
| Sheep Island         | Furness-Inseln       |
| Isle of Sheppey      | Thames Estuary       |
| Skipper’s Island     | Essex                |
| South Binness Island | Langstone Harbour    |
| Staple Island        | Farne Islands        |
| Steep Holm           | Bristol Channel      |
| Stert Island         | Somerset             |
| Stony Island         | Isles of Scilly      |
| Teän                 | Isles of Scilly      |
| Thatcher Rock        | Devon                |
| The Mewstone         | Devon                |
| Thorney Island       | Chichester Harbour   |
| Toll’s Island        | Isles of Scilly      |
| Tresco               | Isles of Scilly      |
| Two Tree Island      | Themse Ästuar        |
| Wallasea Island      | Essex                |
| Walney Island        | Furness-Inseln       |
| Wamses Island        | Farne Islands        |
| Whale Island         | Portsmouth Harbour   |
| White Island         | Isles of Scilly      |
| Whitton Island       | River Humber         |
| Isle of Wight        | English Channel      |

### Binneninseln
Es gibt zahlreiche Inseln in den Seen und Flüssen England. Eine große Anzahl von Inseln innerhalb eines begrenzten Gebietes findet man in Cumbria im Lake District und in den Norfolk Broads.

#### Inseln im Lake District
(Die Tabelle ist nach Namen der Insel alphabetisch oder nach Lage zu sortieren. Dazu das Symbol in der Tabelle anklicken)
| Name                  | Lake                 |
| --------------------- | -------------------- |
| Belle Isle            | Windermere           |
| Blake Holme           | Windermere           |
| Cherry Holm           | Ullswater            |
| Crag Holme            | Windermere           |
| Crow Holme            | Windermere           |
| Deergarth How Island  | Thirlmere            |
| Derwent Isle          | Derwent Water        |
| Fir Island            | Coniston Water       |
| Grass Holme           | Windermere           |
| Hawes How Island      | Thirlmere            |
| Hen Holme             | Windermere           |
| Heron Island          | Rydal Water          |
| Holme Islands         | Crummock Water       |
| Lady Holme            | Windermere           |
| Lillies of the Valley | Windermere           |
| Ling Holme            | Windermere           |
| Lingy Holm            | Ullswater            |
| Little Isle           | Rydal Water          |
| Lord’s Island         | Derwent Water        |
| Maiden Holme          | Windermere           |
| Norfolk Island        | Ullswater            |
| Oak Island            | Coniston Water       |
| Otter Island          | Derwent Water        |
| Otterbield Island     | Derwent Water        |
| Peel Island           | Coniston Water       |
| Ramp Holme            | Windermere           |
| Rampsholme Island     | Derwent Water        |
| Rough Holme           | Windermere           |
| Scale Island          | Crummock Water       |
| Silver Holme          | Windermere           |
| St Herbert’s Island   | Derwent Water        |
| Thompson’s Holme      | Windermere           |
| Unnamed island        | Elter Water          |
| Unnamed island        | Grasmere             |
| Wall Holm             | Ullswater            |
| Watness Coy           | Devoke Water         |
| Wood Howe             | Haweswater Reservoir |
| Woodhouse Islands     | Crummock Water       |

#### Inseln in derThemse
Siehe: Inseln in der Themse

#### Binneninseln an anderen Orten in England
(Die Tabelle ist nach Namen der Insel alphabetisch oder nach Lage zu sortieren. Dazu das Symbol in der Tabelle anklicken)
| Name                                     | Location                                                                |
| ---------------------------------------- | ----------------------------------------------------------------------- |
| Big Island                               | Carsington Water                                                        |
| Bird Island                              | Stocks Reservoir, Lancashire                                            |
| Bridgemarsh Island                       | River Crouch, Essex                                                     |
| Denny Island                             | Chew Valley See                                                         |
| Flat Island                              | Carsington Water                                                        |
| Haddiscoe Island (auch Chedgrave Island) | zwischen den Flüssen Waveney, Yare und dem Kanal Haddiscoe Cut, Norfolk |
| Horseshoe Island                         | Carsington Water                                                        |
| Lady Island                              | Hornsea Mere                                                            |
| Millfields Island                        | Carsington Water                                                        |
| Peasholm Island                          | Peasholm Lake, Scarborough                                              |
| Pleasure Island                          | Hickling Broad, Norfolk                                                 |
| Sailing Club Island                      | Carsington Water                                                        |
| Shiningford Island                       | Carsington Water                                                        |
| Swan Island                              | Hornsea Mere                                                            |
| Willow Island                            | Stocks Reservoir, Lancashire                                            |

## Die Inseln in England nach Fläche

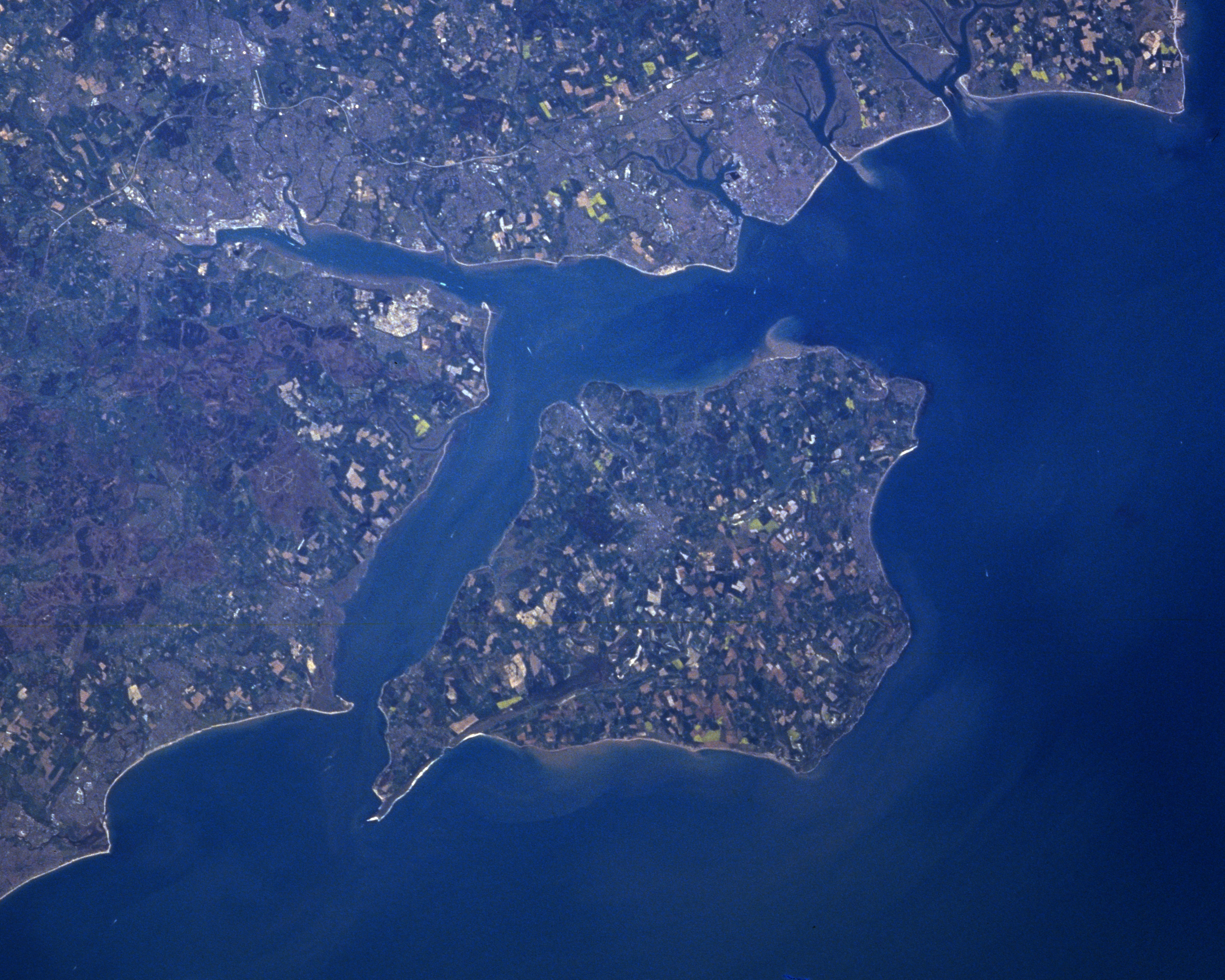
Die Isle of Wight, mit Portsea Island oben rechts sichtbar

| Platz | Insel           | Fläche (sq mi) | Fläche (km²) |
| ----- | --------------- | -------------- | ------------ |
| 1     | Isle of Wight   | 147.09         | 380.99       |
| 2     | Isle of Sheppey | 36.31          | 94.04        |
| 3     | Hayling Island  | 10.36          | 26.84        |
| 4     | Foulness Island | 10.09          | 26.84        |
| 5     | Portsea Island  | 9.36           | 24.25        |
| 6     | Canvey Island   | 7.12           | 18.45        |
| 7     | Mersea Island   | 6.96           | 18.04        |
| 8     | Walney Island   | 5.01           | 12.99        |
| 9     | Wallasea Island | 4.11           | 10.65        |

## Inseln in England nach Bevölkerungszahl

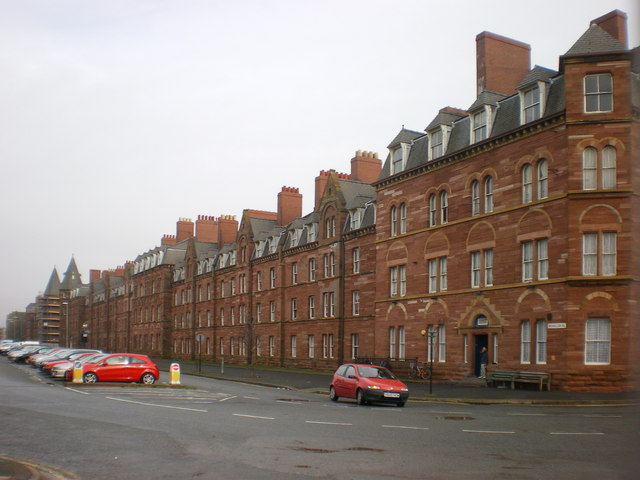
Viele der Einwohner von Barrow Island leben noch in traditionellen Wohnblocks

| Platz | Insel              | Bevölkerungszahl (2001) |
| ----- | ------------------ | ----------------------- |
| 1     | Portsea Island     | 147,088                 |
| 2     | Isle of Wight      | 132,731                 |
| 3     | Isle of Sheppey    | 37,852                  |
| 4     | Canvey Island      | 37,473                  |
| 5     | Hayling Island     | 16,887                  |
| 6     | Walney Island      | 10,651                  |
| 7     | Mersea Island      | etwa 7,200              |
| 8     | Barrow Island      | 2,616                   |
| 9     | St Mary’s          | 1,668                   |
| 10    | Thorney Island     | 1,079                   |
| 11    | Foulness           | 212                     |
| 12    | Tresco             | 180                     |
| 13    | Lindisfarne        | 162                     |
| 14    | St. Martin’s       | 142                     |
| 15    | Roa Island         | etwa 100                |
| 16    | Bryher             | 92                      |
| 17    | St. Agnes          | 73                      |
| 18    | St Michael’s Mount | 35 [2011 Census]        |
| 19    | Lundy              | etwa 28                 |
| 20    | Piel Island        | 4                       |

## Orte mit dem Namensteil Insel, die keine Inseln sind
Einige Orte auf den Britischen Inseln werden als Insel (engl. Island oder Isle) bezeichnet, sie sind es aber in Wirklichkeit nicht. Einige dieser Orte sind frühere Inseln, die angelandet sind, einige sind Halbinseln oder auch nur Siedlungen an der Küste. Zu diesen Orten gehören:
- Isle of Athelney
- Isle of Axholme
- Brown’s Island, Rutland Water
- Cobholm Island, Teil von Great Yarmouth
- Isle of Dogs
- Isle of Elmley Teil von Sheppey
- Isle of Ely
- Isle of Grain
- Isle of Harty Teil von Sheppey
- Isle of Oxney
- Isle of Portland
- Isle of Purbeck
- Kelham Island
- Ramsey Island
- Spike Island
- Stones Island, Carsington Water, Derbyshire
- Sunk Island
- Isle of Thanet getrennt durch den Wantsum Channel
- The Isle, innerhalb eines engen Bogen des Severn, Shropshire
- Thorney Island, Cambridgeshire
- Isle of Wedmore